# Zsolt Magyar
Zsolt Magyar (Debrecen, 5 gennaio 1965) è un ex calciatore ungherese, di ruolo attaccante.

## Carriera
Durante la sua militanza al Debrecen contribuì a far raggiungere la finale di Coppa Mitropa 1985-1986.